# Anatoli Fjodorowitsch Byschowez

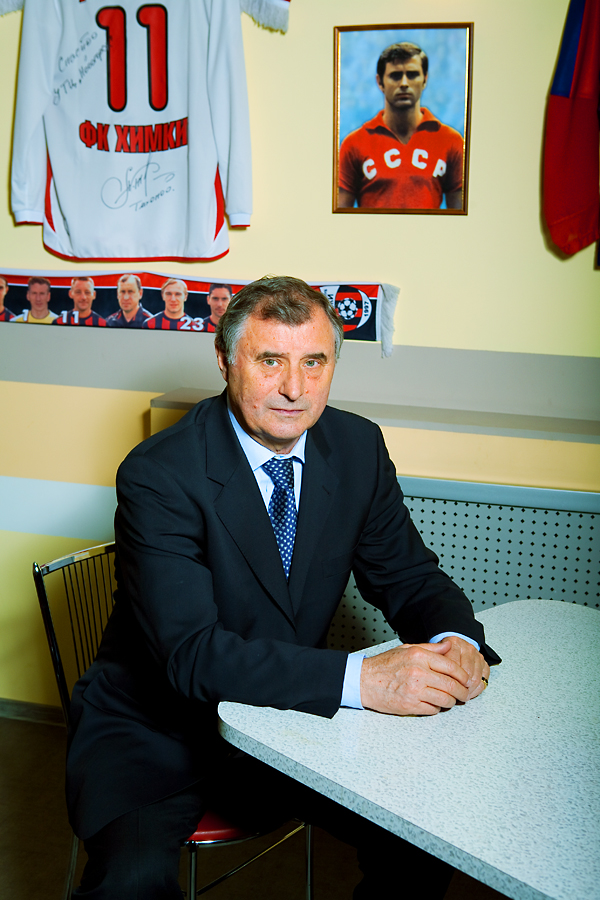
Anatoli Fjodorowitsch Byschowez, 2010

Anatoli Fjodorowitsch Byschowez (russisch Анатолий Фёдорович Бышовец wiss. Transliteration Anatolij Fëdorovič Byšovec, ukrainisch Анатолій Федорович Бишовець, Anatolij Fedorowytsch Byschowez, wiss. Transliteration Anatolij Fedorovyč Byšovec’, * 23. April 1946 in Kiew, Ukrainische SSR) ist ein ukrainisch-russischer Fußballtrainer und ehemaliger Fußballspieler. In seiner aktiven Zeit als Stürmer in den 1960er und 1970er Jahren gewann er mit Dynamo Kiew viermal die Sowjetische Meisterschaften sowie zweimal den Pokal und nahm an der Weltmeisterschaft 1970 teil. Sein größter Erfolg als Trainer ist der Gewinn des olympischen Fußballturniers 1988.

## Aktive Zeit
Byschowez spielte schon als Jugendspieler für den Club Dynamo aus seiner Heimatstadt Kiew und blieb dem Club während seiner gesamten aktiven Zeit treu. Seine ersten Einsätze für die erste Mannschaft von Kiew hatte er in der Saison 1964, sein erstes Tor in der Sowjetischen Liga erzielte er in der Saison 1965. In der folgenden Saison (1966) konnte er sich in die Stammelf von Dynamo und in die sowjetische Auswahlmannschaft spielen, ihm gelangen in 32 Ligaspielen 19 Tore und er hatte so erheblichen Anteil an der Meisterschaft Kiews, wie auch an den Meisterschaften 1967, 1968 und 1971. Als er 1973 seine aktive Laufbahn beendete, hatte er in 139 Ligaspielen 49 Tore erzielt.
Neben seiner Vereinskarriere spielte Byschowez auch sehr erfolgreich für die Nationalmannschaft der UdSSR. Zwischen dem 16. Oktober 1966 und dem 6. Juli 1972 kam er zu 39 Einsätzen und erzielte 15 Tore. Er nahm sowohl an der EM 1968 als auch an der WM 1970 teil. Bei der WM 1970 erzielte er alleine vier der sechs Tore seiner Mannschaft.

## Trainer/Funktionär
Nach seiner aktiven Zeit blieb Byschowez Dynamo Kiew treu, er wurde Ausbilder der clubeigenen Fußballschule, später Trainer von Jugendmannschaften des Clubs. 1982 wurde er Trainer der Jugendmannschaft der UdSSR, 1986 Trainer der Olympiaauswahl, die er zum Olympiasieg 1988 in Seoul führte. Nach dem Olympiasieg wurde Byschowez für zwei Jahre Cheftrainer von Dynamo Moskau, bevor er 1990 als letzter Trainer der Auswahl der UdSSR berufen wurde. Nach der erfolgreichen Qualifikation für die EM 1992, bei der Italien hinter sich gelassen werden konnte, löste sich die UdSSR auf, Bychowez coachte auch die Nachfolgemannschaft der GUS bis zu deren Auflösung am Ende der EM 1992. Danach trainierte er den zypriotischen Verein AEL Limassol in der Saison 1992/93, um im Anschluss Nationaltrainer Südkoreas zu werden, was er bis 1997 blieb. In der Saison 1997/98 trainierte er Zenit Sankt Petersburg. Nach der verpassten Qualifikation zur WM 1998 wurde Byschowez Coach der Russischen Auswahl, er blieb es jedoch nur wenige Monate Nationaltrainer und wurde im Dezember desselben Jahres nach einer 1:5-Heimniederlage gegen Brasilien, der sechsten Niederlage im sechsten Spiel während seiner Amtszeit, wieder entlassen.
Im Anschluss ging er zu Schachtar Donezk, wurde jedoch nach der Saison 1998/99 entlassen, als auch mit ihm nur der zweite Platz in der ukrainischen Meisterschaft errungen werden konnte. Nach der Entlassung arbeitete Byschowez meist als Trainer und Berater für russische Zweitligisten, erst 2003 wurde er wieder Trainer eines europäischen Erstligisten, von Marítimo Funchal von der portugiesischen Insel Madeira. 2004/05 war er Sportdirektor beim schottischen Erstligisten Heart of Midlothian, bevor er für die Saison 2005 Cheftrainer des russischen Clubs Tom Tomsk wurde. Sein letzter Arbeitsplatz war Lok Moskau.